# Tipografia àrab

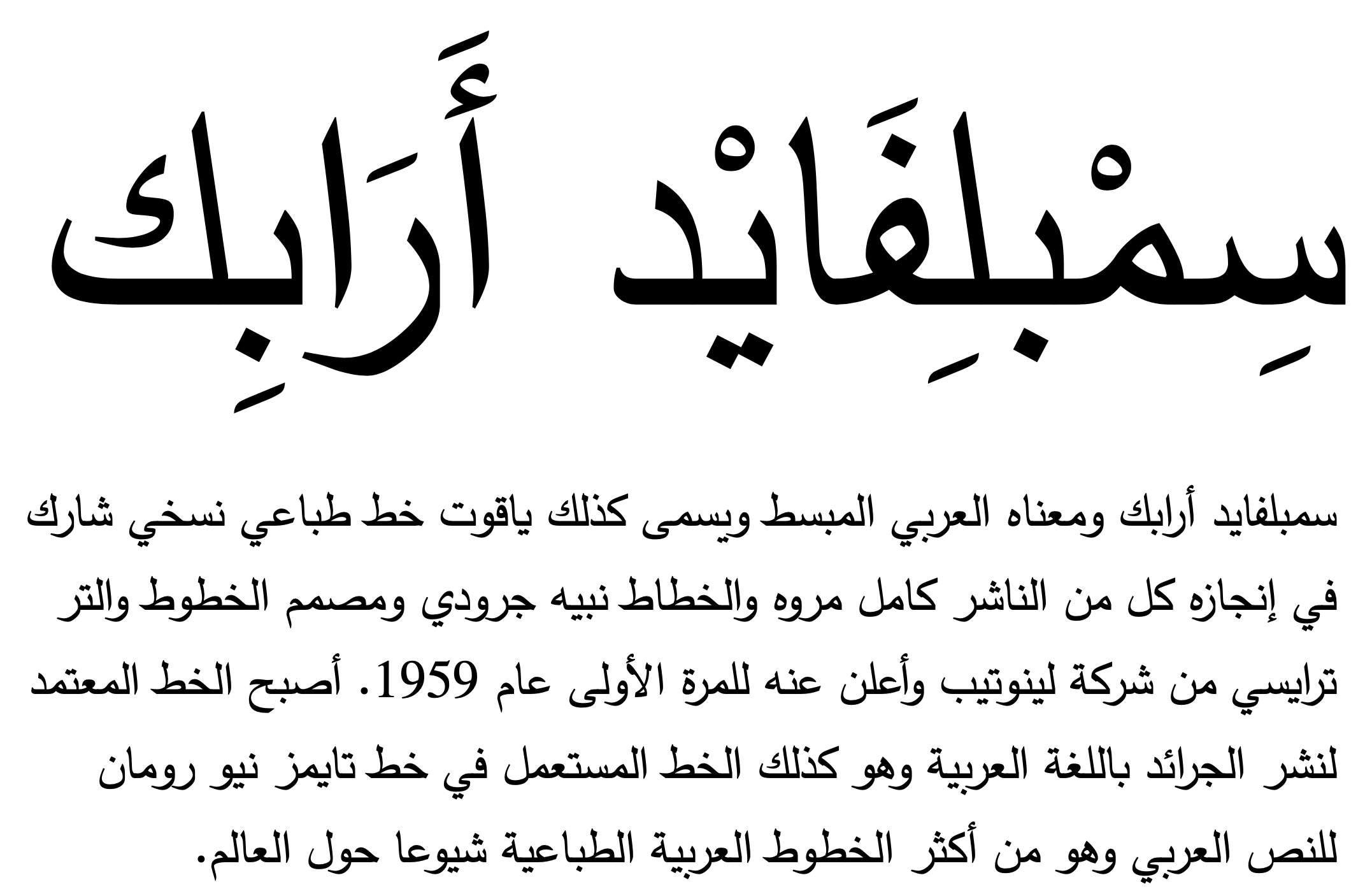
Simplified Arabic va ser la primera tipografia de linotipia per a l'àrab. Dissenyada en 1959, va solucionar diversos problemes tècnics existents en la tipografia àrab i va anar àmpliament usat en diaris i mitjans de comunicació.

La tipografia àrab és el disseny de tipus de lletres de l'alifat àrab, és a dir, el disseny de tots els caràcters de l'alfabet amb una unitat d'estil per al seu ús massiu. Per tant, s'ha de diferenciar de la cal·ligrafia àrab, que és el dibuix a mà que dona com a resultat que cada lletra s'escrigui d'una manera diferent. Tampoc s'ha de confondre amb l'escriptura àrab en ella mateixa, que és el sistema lingüístic en qüestió.
L'escriptura àrab no va viure la revolució tipogràfica que va ocórrer a Europa amb la invenció de la impremta, aleshores anomenada impremta de tipus mòbils, el 1450. Així, tot i els avanços del segle xx, l'àrab encara avui no ha aconseguit desenvolupar un art tipogràfic estilísticament diferenciat de l'escriptura manuscrita, com sí que ho va fer l'alfabet llatí. Tot plegat comporta unes dificultats tècniques i una evident pèrdua de qualitat formal respecte a l'art escrit.

## Característiques tipogràfiques de l'àrab

Lligadures com aquesta (م mīm - ح ḥāʾ - م mīm), pròpies de la tradició cal·ligràfica, són impossibles de reproduir en tipografia.

L'alfabet àrab consta de 29 consonants. Les lletres àrabs són contextuals, en el sentit que s'enllacen amb l'anterior i la següent regint-se per certes normes ortogràfiques. Per tant, és un alfabet en el qual les lletres compten amb dues, tres o quatre formes, segons la situació dins d'una paraula. Així, per exemple, la lletra ha, segons la seva posició dins d'una paraula pren quatre formes diferents:
- en posició inicial: ﻫ
- enmig de paraula: ﻬ
- en posició final: ﻪ
- aïllada: ه

A més, existeixen onze marques per indicar la vocalització i altres circumstàncies, que s'escriuen sobre o sota algunes lletres. Tot i que normalment la majoria d'aquestes marques no s'escriuen, cal que la tipografia les contempli. Així, per exemple, si bé la forma més habitual d'escriure el nom Muhàmmad és محمد, també es pot escriure مُحَمَّدٌ.
A aquestes característiques cal sumar-hi l'existència d'algunes lligadures, és a dir, combinacions de dues lletres que donen lloc a un signe nou. La més característica és la unió de la lletra lam amb un àlif: لا = ل + ا.
Si s'afegeix a tot això els números àrabs orientals (٠ ١ ٢ ٣ ٤ ٥ ٦ ٧ ٨ ٩) i els signes de puntuació (؟ ! ، . ,), el conjunt de glifs ascendeix a un total de 108, als quals cal sumar les lletres pròpies d'altres llengües que també usen l'alifat, com el persa o l'urdú (un total de 130). Això vol dir que són més del doble de glifs de l'escriptura llatina.

### Característiques cal·ligràfiques de l'àrab
Un dels aspectes que caracteritza més l'escriptura àrab és la fluïdesa dels seus traços (que, recordem, es realitzen de dreta a esquerra). En paraules d'Andreu Balius, l'escriptura àrab «és cursiva per naturalesa», de manera que la imatge de la paraula completa té prioritat sobre el dibuix de cada lletra de manera independent. En comparació, en la tipografia llatina el dibuix de cada lletra determina la imatge del conjunt. La tipografia àrab no es pot estudiar sense entendre el destacat rol que la cal·ligrafia juga en l'islam, i de fet, Balius determina que la pròxima relació entre religió i escriptura és el motiu que explica la tardana introducció de la impremta i la premsa en el món àrab, i la històrica reticència al seu ús.

## Història

### Antecedents
L'art islàmic és tradicionalment un art iconoclasta, és a dir, que evita l'figuració d'imatges sagrades com la del profeta Muhàmmad (Mahoma). Com a tal, ha aprofundit en canvi en l'expressió de les formes abstractes, geomètriques, florals o cal·ligràfiques. La cal·ligrafia àrab és una tradició mil·lenària, que es vincula amb les escriptures antigues i els orígens de l'islam. En 2021 va ser declarada Patrimoni de la Humanitat per la Unesco.
L'expansió musulmana va possibilitar la difusió de l'idioma àrab i la seva escriptura. Els documents oficials i religiosos podien estar escrits amb cal·ligrafia cúfica, que es pot trobar també com a decoració en l'arquitectura islàmica. La cal·ligrafia cúfica va ser substituïda gradualment entre els segles segle x i segle xi per la cal·ligrafia naskhí, que continua sent la més popular en el món àrab. Altres variants van ser la cal·ligrafia taliq, desenvolupada a Pèrsia en el segle segle xiii (de la qual, en combinació amb la naskhí va sorgir la nastaliq), la divaní otomana o la magrebina, que va ser la més prevalent a la península Ibèrica.
A mitjan segle xv, Gutenberg fabrica la primera impremta basada en els tipus de lletra. Amb ella va publicar la Bíblia de Gutenberg el 1455. En aquest moment comença la història de la tipografia de l'alfabet llatí, en un primer moment amb les anomenades lletres «humanistes» o «venecianes», típiques del Renaixement, i més tard amb les «garaldes» franceses del segle segle xvi, seguides de les «transicionals» i finalment, les «racionals» o «didones» en el segle xix i en el segle xx. Aquesta evolució de centenars d'anys va consistir fonamentalment en una pèrdua constant de característiques de l'escriptura a mà, fins a acabar en una completa «racionalització» o geometrització de les formes. Aquesta evolució no ha estat recorreguda per altres tradicions, com la cultura àrab, on, a més, la cal·ligrafia ocupa una posició rellevant.
Els primers llibres impresos en àrab van ser fabricats en les impremtes europees, perquè els buròcrates de l'Imperi Otomà van prohibir qualsevol tipus d'impressió en àrab. Segons M. Rock (New York Times): «La mecanització de l'escriptura sagrada ratllava la blasfèmia, o com a mínim la rendició cultural». El primer llibre àrab imprès mecànicament data de 1514, i és el Kitab Salat as-Sawaí, un llibre de salms imprès a Venècia per Gregorio di Gregorii. També es van imprimir alguns alcorans primigenis o «incunables» a Europa. A la fi, les primeres impremtes i premses van aparèixer en el món àrab a partir del segle segle xviii, tres-cents anys després que a Europa, i tractaven temes seculars com les matemàtiques o la medicina. Aquestes primeres impremtes àrabs es trobaven sobretot a Turquia, el Xam i l'Iraq. A Egipte, considerada en gran manera la capital literària d'Orient Mitjà, la impressió tipogràfica no va arribar fins al segle xx. L'arabista Nuria Torres Santo Domingo va publicar en 2013 el llibre Catàleg de fons antic amb tipografia àrab, en el qual analitza les primeres tipografies àrabs, que van ser extretes de tres-cents vint manuscrits impresos amb tipus mòbils d'escriptura àrab.
Segons Titus Nemeth, doctorat en història de la tipografia àrab, aquesta primigènia impressió àrab era «descurada i plagada d'errors», la qual cosa la va endarrerir respecte a l'evolució tecnològica i literària d'Europa. A més, no era comparable a la bellesa de la tradicional cal·ligrafia feta a mà. La transició de l'escriptura àrab cap a la tipografització ha presentat històricament diverses dificultats tècniques que han provocat una tendència cap a la «llatinització» de l'alifat.

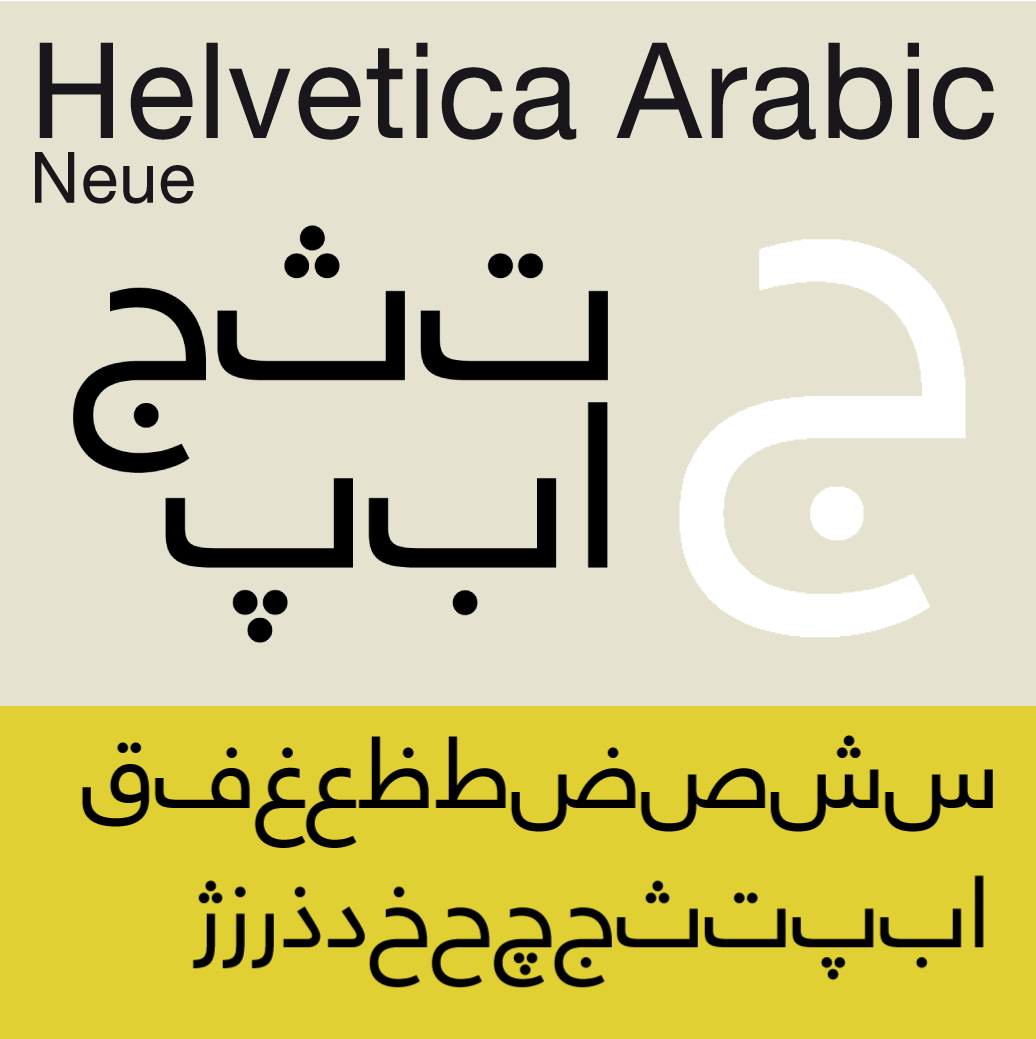
Espècimen de la Helvetica Arabic. Dissenyada per la tipògrafa libanesa Nadine Chahine.

No fou fins a mitjan segle segle xx quan s'inicià seriosament el disseny tipogràfic àrab, de la mà d'empreses occidentals com ara IBM o Linotype, les quals buscaven obrir nous mercats. En 1947, l'arquitecte i tipògraf libanès Nasri Khatar va proposar la font Unified Arabic. No obstant això, el projecte de Khatar presentava diversos problemes, com que les lletres perdien les seves formes inicials, mitjanes i finals, conservant únicament la forma aïllada. En 1954, el lingüista marroquí establert a França Ahmed Lakhdar Ghazal va desenvolupar el sistema ASV Codar, el qual va millorar de manera important la qualitat de l'escriptura àrab mecanografiada. Una de les solucions tècniques que va oferir Lakhdar va ser la de col·locar les marques de vocalització sobre glifs de connexió (la kaixida), de manera que s'escrivien entre les lletres, i no damunt o sota elles.
La primera tipografia estandarditzada i d'ús massiu va ser la Yakout, l'estil tipogràfic de la qual seria conegut com a «àrab simplificat». Va ser desenvolupada el 1956 per Nahib Jaroudi i Kamel Mrowa per a Linotype. Les formes finals i aïllades de certes lletres es van fusionar en un sol tipus mòbil, la qual cosa va permetre reduir considerablement el nombre de glifs (a 56), i gràcies a això va ser possible la producció de màquines d'escriure en àrab. Va ser usada àmpliament en periòdics i publicacions, i va ser la primera font àrab a ser digitalitzada. Una altra posterior també important va ser la tipografia Osman, després rebatejada com a Badr, realitzada en la fonedora de Linotype en Manchester. Aquesta empresa també va ser pionera a desenvolupar un programari de programació específic per a configurar l'àrab, per a la màquina Linotron 505. La popularització de les tipografies àrabs arribaria amb la màquina Linotron 202, èxit de vendes a Orient Mitjà i a l'Índia, per suportar també el sistema d'escriptura devanagari. En simplificar i estandarditzar l'escriptura àrab, aquesta va perdre molts dels gestos elegants del traç a mà.

### Digitalització i revolució tipogràfica (seglexxi)
El renéixer de la tipografia àrab es va donar amb la digitalització de la societat i l'aparició de la figura del dissenyador gràfic i en concret del tipògraf. La tecnologia va permetre complicar les tipografies perquè aconseguissin l'estilística cal·ligràfica. Per exemple, en Unicode trobem lligadures com ﷻ (O+FDFB) o ﷺ (O+FDFA). Aquest procés encara s'està donant, mitjançant el treball de dissenyadors i d'agrupacions com TYPE Lab (AUC), fundat per Bahia Shehab, o la Fundació Khatt, fundada per Huda Abi Farès «per al desenvolupament tipogràfic àrab». L'any 2000, es va publicar el primer llibre sobre tipografia àrab. Malgrat tot, els dissenyadors gràfics àrabs contemporanis continuen treballant majorment amb cal·ligrafia en els seus pòsters i en altre tipus d'il·lustracions, tot i que també és comú combinar tots dos sistemes d'escriptura, tipogràfic i cal·ligràfic, i aquesta és una gran diferència amb els dissenyadors occidentals, que usen la tipografia gairebé exclusivament.
L'artista i dissenyadora Shehab comenta: «necessitem que la gent s'adoni que hi ha un problema. Fins i tot els professors d'àrab no són conscients que no hi ha suficients fonts àrabs. L'únic segment de la societat que viu amb aquest problema dia a dia són els dissenyadors. (…) Amb una població jove alfabetitzada digitalment, el Mitjà Orient està veient focus d'innovació en el món del disseny. En els últims vint anys, hem vist un sorgiment de joves dissenyadors que van crear les seves pròpies fonts tipogràfiques o es van anar a treballar per a les companyies més grans en el camp».
Frerik Kampman definí les dues maneres en què els tipògrafs aborden la tipografització de l'àrab: o bé reintroduint característiques de la cal·ligrafia antiga, o bé desconnectant la morfologia tipogràfica àrab de l'escriptura manuscrita.

## Tipògrafs de l'àrab
- Abbar Yassat
- Huda Abi Farès (fundadora de la Khatt Foundation per al «millorament de la tipografia àrab»)
- Hussein Alazaat (tot i que treballa principalment amb la cal·ligrafia, també ha desenvolupat treballs en el camp de la tipografia)
- Ihsan al-Hammuri
- Khajag Apelian
- Kinda Ghannoum
- Kristyan Sarkis
- Nadine Chahine
- Naji el Mir
- Pascal Zoghbi (creador de la fonedora 29LT en 2013, a Madrid)[21]
- Saad Abulhab
- Tarek Atrissi (creador de la fonedora Arabic Typography en 2010, a Barcelona)[22]
- Thomas Milo
- Tim Holloway
- Wissam Shawkat

## Tipografies àrabs
- Amiri
- Arial
- ASV Codar
- Athelas
- Awami Nastaliq
- Dubai
- Fira
- Frutiger Arabic
- GNU FreeFont
- GNU Unifont
- IBM Plex
- Koufiya
- Nastaliq Navees
- Neue Helvetica Arabic
- Nuqat
- Palatino Arabic
- PragmataPro
- San Francisco
- Scheherazade New
- Simplified Arabic
- SST
- Storyline
- Tahoma
- Times New Roman
- Traditional Arabic
- Univers Next Arabic